# سلام سفاف
سلام محمد سفاف (مواليد 1979 في دمشق) سياسية سورية شغلت منصب وزير التنمية الإدارية منذ 29 آذار 2017. إلى 10 كانون الأول 2024 بعد يومين من سقوط نظام الأسد.
حاصلة على دكتوراه في العلوم السياسية من جامعة تولوز جان جوريس الفرنسية عام 2010، وماجستير في العلاقات الدولية، من كلية الاقتصاد في جامعة دمشق، شغلت منصب معاون وزير التنمية الإدارية حسان النوري.